# Mauzoleum rodziny Dietlów w Sosnowcu
Mauzoleum rodziny Dietlów w Sosnowcu – grobowiec rodzinny pełniący współcześnie funkcję kaplicy cmentarnej znajdujący się na cmentarzu ewangelicko-augsburskim przy ulicy Smutnej w Sosnowcu, który zbudowano w 1912 r. według projektu Józefa Pomian-Pomianowskiego. Jest to jedno z największych dzieł architektury cmentarnej na świecie i żywy dowód świadczący o wielowyznaniowości i wielokulturowości miasta Sosnowiec. 
Heinrich Gotthold Dietel (1839–1911) był twórcą pierwszej w Królestwie Kongresowym przędzalni wełny czesankowej oraz zabudowań kompleksu pałacowo-fabrycznego przy obecnej ulicy Stefana Żeromskiego w Sosnowcu. Dzięki dochodom osiąganym z prowadzonego przedsięwzięcia realizował inwestycje społeczne, przyczyniając się do rozwoju miasta.
Po śmierci Heinricha Dietla wybudowano dla niego oraz jego rodziny okazałe mauzoleum. Jest ono budowlą murowaną, wolno stojącą, usytuowaną centralnie pośrodku cmentarza. Wybudowane na rzucie koła z potężnych bloków kamiennych z detalem rzeźbiarskim. Zostało wzniesione z tufu wulkanicznego. Wnętrze rotundy podzielone jest na dwa poziomy. Część górna pełni rolę kaplicy cmentarnej. Mauzoleum otoczone jest niskim murem, na rzucie prostokąta. Autorem projektu, wzorowanego na antycznych rzymskich grobowcach, jest architekt Józef Pomian-Pomianowski.
W krypcie kaplicy, w centralnym miejscu spoczęły doczesne szczątki Heinricha Dietla i jego żony Klary z domu Jacob. Usytuowano tutaj również dwadzieścia dwie nisze grobowe, przeznaczone dla potomków Dietla. W dwóch z nich pochowano brata Klary Dietel, Richarda Jacoba wraz z małżonką Heleną z domu Schroter.
Pod koniec II wojny światowej radziecki żołnierz, wchodząc do podziemi mauzoleum, przewrócił stojące tam popiersie Heinricha Dietla i pozbawił je nosa. Obiekt i teren cmentarza ewangelickiego w Sosnowcu był dewastowany i rozkradany. Na początku XXI wieku, z mauzoleum wykradziono lichtarze, skradziono mosiężne detale z drzwi oraz zerwano miedziane obróbki blacharskie i pokrycie dachowe. W 2023 r. przy próbie kradzieży blachy z kopuły mauzoleum ponownie zniszczono zadaszenie.
Od 1998 r. właścicielem cmentarza jest Parafia Ewangelicko-Augsburska św. Jana w Sosnowcu. 21 kwietnia 2008 r. dokonano wpisu obiektu wraz najbliższym otoczeniem i ogrodzeniem do rejestru zabytków nieruchomych województwa śląskiego. W 2009 r. udało się dokonać naprawy pokrycia dachu. Parafia opracowała plany renowacji obiektu, dzięki czemu rozpoczął się remont elewacji mauzoleum, który ukończono w listopadzie. Mauzoleum jest udostępniane corocznie 1 i 2 listopada.
14 marca 2009 r. z okazji 170-lecia urodzin Henryka Dietla na cmentarzu ewangelickim w Sosnowcu, przed mauzoleum rodziny Dietlów została uroczyście odsłonięta tablica pamiątkowa poświęcona zasłużonemu.